# Santa Rosa (Texas)
Pour les articles homonymes, voir Santa Rosa.
Santa Rosa est une ville située au nord-ouest du comté de Cameron, et de la ville de Harlingen, au Texas, aux États-Unis,.

## Démographie
Lors du recensement de 2010, la ville comptait une population de 2 873 habitants. Elle est estimée, le 1er juillet 2019, à 2 939 habitants.

### Source de la traduction
- (en) Cet article est partiellement ou en totalité issu de l’article de Wikipédia en anglais intitulé « Santa Rosa, Texas » (voir la liste des auteurs).